# Aloe imbricata
Aloe imbricata é uma espécie de liliopsida do gênero Aloe, pertencente à família Asphodelaceae.